# 高速爆発抑制剤散布装置
高速爆発抑制剤散布装置（こうそくばくはつよくせいざいさんぷそうち）とは、ガス爆発や粉塵爆発が予想される鉱山や工場などで粉塵爆発を防止するために設置される特殊な自動消火装置の一種である。